# Francina Louise Schot
Francina Louise Schot (Rotterdam 19 december 1816 – Schaarbeek, 13 april 1894) was een Nederlandse kunstschilderes.

## Leven en werk
Schot werd in 1816 in Rotterdam geboren als dochter van de apotheker Adrianus Schot Nicolaaszoon en Petronella Jongeneel. Zij leerde op jonge leeftijd schilderen. In 1847 werd zij op 30-jarige leeftijd erelid van de Koninklijke Academie voor Beeldende Kunsten (een van de voorlopers van de Rijksakademie van beeldende kunsten) in Amsterdam. In 1851 trouwde zij met de weduwnaar Pierre Henri Martin, in wiens rozentuin zij regelmatig tekende. Haar man zou in 1857 directeur van de Rotterdamse dierentuin worden. Het portret van Pierre Henri Martin bevindt zich in de collectie van het Museum Rotterdam en wordt aan haar toegeschreven. Uit hun huwelijk werden twee dochters geboren. Schot bleef productief als kunstschilder en ontving voor haar werk positieve kritieken. Een van haar stillevens werd in 1856 bekroond. Naast stillevens schilderde Schot ook portretten. Het grootste deel van haar leven woonde en werkte zij in Rotterdam. Na 1882 woonde zij in Den Haag en in België, in Jumet en in Schaarbeek. In deze plaats overleed zij in april 1894 op 77-jarige leeftijd.

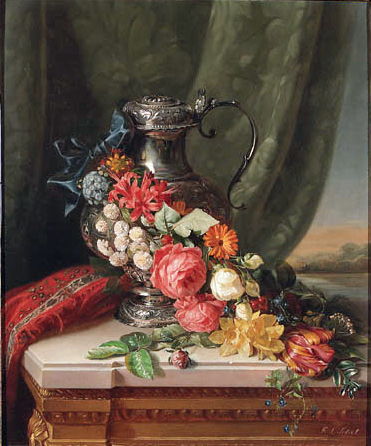
Stilleven (bloemen met vaas)
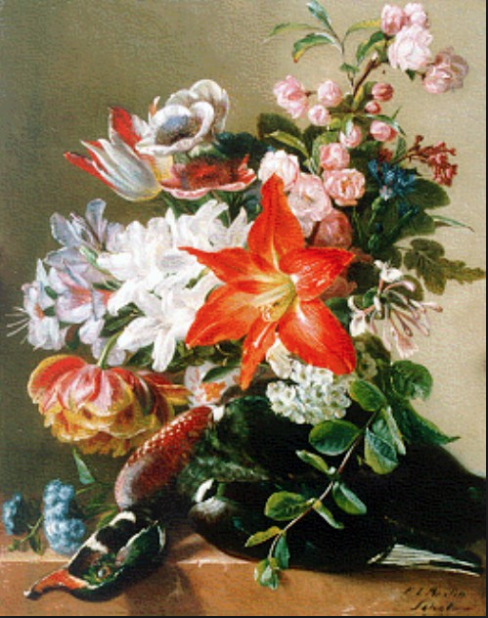
Stilleven (bloemen met eend)

- Biografisch Portaal: 28020993
- International Standard Name Identifier: 0000 0003 9986 2243
- Nederlandse Thesaurus van Auteursnamen: 070471126
- RKD-Nederlands Instituut voor Kunstgeschiedenis: 71049
- Union List of Artist Names: 500067465
- Virtual International Authority File: 295347057
- WorldCat: E39PBJjMwGBJbg8gbjbr7c9VYP